# Wybory parlamentarne na Wyspach Świętego Tomasza i Książęcej w 2010 roku
Wybory parlamentarne na Wyspach Świętego Tomasza i Książęcej odbyły się 1 sierpnia 2010. Najwięcej mandatów w Zgromadzeniu Narodowym uzyskała opozycyjna Niezależna Akcja Demokratyczna (ADI).

## Organizacja wyborów
W skład Zgromadzenia Narodowego Wysp Świętego Tomasza i Książęcej wybieranych jest 55 deputowanych na 4-letnią kadencję w 12 wielomandatowych okręgach wyborczych. Poprzednie wybory parlamentarne odbyły się w marcu 2006 i zgodnie z konstytucją kolejne powinny odbyć się do kwietnia 2010. Początkowo planowane były na luty 2010, następnie na kwiecień 2010. Jednak Państwowa Komisja Wyborcza poinformowała, że nie jest w stanie przeprowadzić wolnych i uczciwych wyborów, jeśli nie będą jej zapewnione wystarczające fundusze. 18 marca 2010 prezydent Fradique de Menezes wydał dekret wyznaczający nową datę wyborów parlamentarnych na 1 sierpnia 2010.
Według komentatorów żadna z głównych partii politycznych nie miała dużych szans na zdobycie większości w parlamencie pozwalającej na samodzielne sprawowanie rządów. Według przewidywań szansę na zdobycie największej liczby mandatów miał rządzący Ruch Wyzwolenia Wysp Świętego Tomasza i Książęcej-Partia Socjaldemokratyczna (MLSTP-PSD) premiera Branco oraz opozycyjna Niezależna Akcja Demokratyczna (ADI) byłego premiera Patrice'a Trovoady. Uprawnionych do głosowania było 79 tys. wyborców spośród 175 tys. obywateli.

## Wyniki wyborów
Zgodnie z przewidywaniami żadna z partii politycznych nie zdobyła większości miejsc w parlamencie. Najwięcej, bo 26 mandatów zdobyła Niezależna Akcja Demokratyczna, przed rządzącym MLSTP-PSD, który uzyskał 21 mandatów. Pozostająca w nim w koalicji rządowej Partia Konwergencji Demokratycznej (PCD) zdobyła 7 mandatów, a partia prezydenta Fradique'a de Menezesa – Ruch Demokratyczny Siły na rzecz Zmiany-Partia Liberalna (MDFM-PL) – 1 mandat. Frekwencja wyborcza wyniosło blisko 88%.
- Wyniki wyborów parlamentarnych:

| Partia polityczna                                                                     | Partia polityczna | Liczba głosów | % | +/– | Liczba mandatów | +/– |
| ------------------------------------------------------------------------------------- | --- | ------------- | - | --- | --------------- | --- |
|                                                                                       | Niezależna Akcja Demokratyczna (Acção Democrática Independente, ADI)                                                                                              |               |   |     | 26              | +15 |
|                                                                                       | Ruch Wyzwolenia Wysp Świętego Tomasza i Książęcej-Partia Socjaldemokratyczna (Movimento de Libertação de São Tomé e Príncipe/Partido Social Democrata, MLSTP-PSD) |               |   |     | 21              | +1  |
|                                                                                       | Partia Konwergencji Demokratycznej (Partido de Convergência Democrática, PDC)                                                                                     |               |   |     | 7               | *   |
|                                                                                       | Ruch Demokratyczny Siły na rzecz Zmiany-Partia Liberalna (Movimento Democrático das Forças da Mudança-Partido Liberal, MDFM-PL)                                   |               |   |     | 1               | *   |
|                                                                                       | Pozostałe partie |               |   |     | 0               | -   |
|                                                                                       | Razem |               |   | -   | 55              | -   |
| Źródło: Uwaga: * - koalicja MDFM-PL i PDC w wyborach w 2006 zdobyła razem 23 mandaty. | |               |   |     |                 |     |